# Oleguer Presas
Oleguer Presas i Renom, född  2 februari 1980 i Sabadell i Spanien, mest känd som bara Oleguer, är en spansk före detta fotbollsspelare. Han är även utbildad ekonom och tog ledigt från fotbollsträningen för sin sista tentamen.

## Karriär
Oleguer började sin karriär i Lepanto, från hans hemstad Sabadell. 1997 gick han över till UDA Gramenet och gjorde sin A-lagsdebut redan 1998. När han var 21 år skrev han på för FC Barcelonas B-lag och gjorde A-lagsdebut i Champions League 2002 i en match mot Galatasaray. Under den säsongen spelade han till och från för både A- och B-laget och byttes ofta in i sista minuten i A-laget.
Oleguer var en viktig del av Barcelona när de vann La Liga 2005. Han är en snabb försvarare och är ett praktexempel på klubbens ungdomssatsningar. Oftast spelar han som högerback, inte sällan tillsammans med Carles Puyol i mitten. Under säsongen 2005/2006 var det hård konkurrens om högerbackspositionen mellan Oleguer och brasiliern Juliano Belletti.
Han sympatiserar med katalansk nationalism och ombads av Subcomandande Marcos spela en välgörenhetsmatch för Zapatistarmén för nationell befrielse i Mexiko under sommaren 2005. Senare samma år var han nära att komma med i spanska landslaget och deltog i sista uttagningen spelare.
30 mars 2006 publicerade Oleguer sin första bok, Cami d'Itaca (vägen till Ithaka) som handlade om hans ungdom, tidiga karriär och La Liga-triumfen 2004/2005. Boken behandlade bl.a. hans anorexia som han led av som barn, antifascismrörelsen och spanska regeringens inblandning i Gulfkrigen. Det står även att läsa om hans kärlek till tennisen och gatuparaden genom Avinguda Diagonal i Barcelona efter att ha vunnit La Liga.
Oleguer sträckte en muskel i en match mot AC Milan på San Siro som slutade 0–0 och missade returmatchen som Barcelona vann med 1–0 samt två ytterligare ligamatcher. Han var frånvarande vid ligavinstmatchen mot Celta de Vigo 3 maj 2006 men kom tillbaka till nästa match på Camp Nou där pokalen presenterades för laget. Han firade insvept i senyera, den katalanska flaggan.
17 maj 2006 besegrade FC Barcelona engelska Arsenal och vann Champions League. Med Europacupen inräknat blev det deras andra vinst genom tiderna. Oleguer var med i startelvan men han verkade spänd och långsam under dagen, då hans uppgift var att stoppa den snabbe Fredrik Ljungberg och misslyckades med att stoppa Sol Campbell som från att göra öppningsmålet. I 71:a minuten byttes han ut mot Juliano Belletti av tränaren Frank Rijkaard, varpå Belletti överraskande gjorde det avgörande målet som gav Barcelona segern.
Oleguer skrev på ett nytt kontrakt med klubben i juli 2006 som sträcker sig fram till 2010. Han fick äran att spela som lagkapten för första gången i deras första försäsongsmatch. Han fick dock sitta på avbytarbänken under de första matcherna för säsongen 2006/2007, då klubben hade värvat Gianluca Zambrotta och Lilian Thuram till laget.
7 februari 2007 ifrågasatte Oleguer giltigheten och oberoendet i de spanska rättsliga processerna, i den baskspråkiga tidningen Berria. Som exempel tog han upp ETA-medlemmen Iñaki de Juana Chaos hungerstrejk mot processerna. Barcelonatränaren Frank Rijkaard och klubbpresidenten Joan Laporta kritiserade Oleguer för uttalandena som ledde till att han miste sponsorskapet från den spanska sportskotillverkaren Kelme. Oleguer har mött stort motstånd från publiken i fotbollsmatcher, i form av buanden och häcklanden. När han frågades om vad han kände om att ha medverkat i artikeln svarade han "Konsekvenserna jag får ta är ingenting i jämförelse med vad många går igenom. En sak som gjorde mig ledsen var att många inte ens läste artikeln. Om folk skapade en intelligent dialog och inte höll med, så visst, men det gjorde de inte."
Början på säsongen 2007/2008 började bra och han var med i Rijkaards startelva, men privat anklagades han för misshandel mot en polis i en bar i hemstaden Sabadell 2003. Han gjorde även ett kontroversiellt uttalande då han sade emot spanska fotbollsförbundets förbud mot att låta katalanska landslaget spela en vänskapsmatch mot USA samma vecka som en rad officiella landskamper arrangerade av Fifa.
Den 29 juli 2008 lämnade Oleguer Barcelona när han skrev på för tre säsonger i holländska AFC Ajax. Övergångs summan hamnade på € 3 miljoner euros.

## Meriter
Samtliga meriter med FC Barcelona.
- Copa Catalunya: 2003/2004, 2004/2005, 2006/2007
- La Liga: 2004/2005, 2005/2006
- Supercopa de España: 2005, 2006
- Champions League: 2005/2006

## Fotnoter
1. 1 2  ”Oleguers profil”. FC Barcelona. http://arxiu.fcbarcelona.cat/web/english/futbol/temporada_07-08/plantilla/jugadors/Oleguer.html.
2. ↑  Sid Lowe (21 februari 2007). ”Barcelona's right-back philosopher out to make world a better place”. The Guardian. http://football.guardian.co.uk/championsleague200607/story/0,,2017806,00.html. Läst 14 januari 2008.